# Nokia Lumia 900
Nokia Lumia 900  — смартфон, що виготовлений компанією Nokia та був анонсований 9 січня 2012 року на виставці CES 2012, де вона отримала нагороду «Найкращий смартфон». Працює під управлінням операційної системи Windows Phone 7.5.

## Windows Phone 8
Microsoft оголосила, що Windows Phone 8 не буде доступна для існуючих телефонів, що працюють на Windows Phone 7.5 (у тому числі Lumia 900, оскільки її робота залежить від наявності певних технічних характеристик, наприклад: NFC, microSD, підтримка двоядерних процесорів), але їм будуть доступні деякі можливості нової операційної системи: багатозадачність, нові мапи, Internet Explorer 10, встановлений Skype, новий стартовий екран. Оновлення буде називатись Windows Phone 7.8 (Windows Phone 7 до Windows Phone 8).

## Продажі
В Україні продажі почались 1 липня 2012 року, початкова ціна була на рівні 4999 гривень.
У Фінляндії Nokia Lumia 900 почала продаватись 25 травня 2012 року, ціна становила 529 євро.
У Росії продажі почались 20 липня 2012 року, початкова ціна  — 24 990 рублів.

## Огляд приладу
- Огляд топового смартфона Nokia Lumia 900[недоступне посилання з червня 2019] (укр.)
- Nokia Lumia 900  — реальний конкурент? (рос.)

## Відео
1. Nokia Lumia 900  — офіційне промо відео [Архівовано 26 липня 2012 у Wayback Machine.] (англ.)
2. Nokia Lumia 900  — Перший офіційний відео огляд [Архівовано 20 вересня 2012 у Wayback Machine.] (англ.)
3. Огляд Nokia Lumia 900 [Архівовано 21 вересня 2012 у Wayback Machine.] (англ.)